# Eugène Küttel
Pour les articles homonymes, voir Küttel.
Eugène Küttel, né le 15 juin 1916 et mort le 18 juillet 2002, est un taxidermiste et inspecteur du tourisme vaudois.

## Biographie
Fils de Blaise Küttel, Eugène Küttel lui succède en 1945 au poste de taxidermiste du Musée cantonal de zoologie. Il quitte cette fonction en 1967 pour devenir inspecteur cantonal du tourisme, « promotion bien méritée ».
Eugène Küttel mène une vie publique très riche dans des domaines aussi divers que la vie artistique et littéraire que la protection de l'environnement. En 1956, il met sur pied le premier Salon des jeunes dans le Palais de Rumine, offrant aux jeunes talents un espace d'exposition de taille. Il sera très présent au  château de La Sarraz, lieu où sont organisées de très grandes rencontres internationales de peinture et sculpture sous l'égide de la Maison des Artistes. Eugène Küttel est en effet l'un des membres fondateurs du Musée du Cheval, créé dans la Grange du Château en 1982.
Défenseur actif de la nature, Eugène Küttel est également président de Pro Natura en 1966-1967, occupant différentes fonctions et charges politiques il sera aussi conseiller communal en 1959, député au Grand Conseil en 1966, à ce titre il intervient à de nombreuses reprises pour protéger les Grangettes et empêcher l'extension des terrains militaires, etc.

## Sources
- « Eugène Küttel », sur la base de données des personnalités vaudoises sur la plateforme « Patrinum » de la Bibliothèque cantonale et universitaire de Lausanne.
- Rapports annuels du Musée cantonal de zoologie, publiés dans les Comptes-rendus du Conseil d'État pour 1912, 1945, 1967.